# Las casi personas
Las casi personas (The Almost People) es el sexto episodio de la sexta temporada moderna de la serie británica de ciencia ficción Doctor Who, emitido originalmente el 28 de mayo de 2011. Es la segunda parte de una historia en dos episodios que comenzó con La carne rebelde.

## Argumento
Tras los eventos de La carne rebelde, el avatar del Undécimo Doctor, que solo se diferencia del original por sus zapatos, tras un periodo inicial de inestabilidad al tener que adaptarse a las regeneraciones anteriores del Doctor, parece listo para ayudar, pero Amy no confía en él, especialmente cuando le pregunta acerca de la muerte del Doctor de la que ella fue testigo (El astronauta imposible). Al final, Cleaves ordena que los dos Doctores se separen. El Doctor avatar y otro trabajador van en busca de Rory, que se había separado para encontrar a Jennifer.
Mientras tanto, los demás avatares se han reagrupados liderados por Cleaves. Ella se da cuenta de que está sufriendo la misma enfermedad terminal que la Cleaves humana, y se pregunta si es necesario matar a sus originales. El grupo es estimulado por el avatar de Jennifer, que insiste en que los humanos deben morir. Mientras Cleaves ordena que el grupo vaya un paso por delante de los humanos, el avatar de Jennifer mata a la Jennifer auténtica, y después finge una pelea con otro avatar de Jennifer para engañar a Rory y hacerle creer que es humana. Jennifer lleva a Rory a una consola, diciendo que restaurará la energía, cuando en realidad apagará el sistema de refrigeración, haciéndolo peligrosamente inestable. Después convence a Rory para dirigir al grupo humano a la cámara de ácido y atraparlos allí. Jimmy muere intentando detener la fuga de ácido.
Después, el avatar del Doctor se encuentra con los otros avatares, y descubre que no tienen ganas de seguir adelante. El avatar del Doctor usa la oportuna llamada telefónica del hijo de Jimmy en su cumpleaños para convencer al avatar Jimmy y los demás avatares de que son tan reales como sus versiones humanas. Jennifer se enfurece ante los acontecimientos y se marcha, y los otros avatares deciden trabajar con los humanos para escapar de la fábrica. Liberan a los humanos atrapados en la sala de ácido, y se dirigen a las criptas del monasterio, perseguidos por la salvaje avatar Jennifer, que se ha convertido en un monstruo. Humanos y avatares se sacrifican para detener al monstruo mientras permiten que el resto del grupo escape. Al final llegan a una habitación donde está la TARDIS, que había caído allí tras hundirse en el suelo corroido por el ácido en la superficie. Avatar Cleaves ofrece sujetar la puerta para que los demás escapen, y el aparente Doctor auténtico pronto se le une, impresionando a Amy. Para su sorpresa, el Doctor revela que su avatar y él se intercambiaron los zapatos hace mucho tiempo, y por tanto la desconfianza de Amy hacia el avatar era completamente infundada. Amy se disculpa con el Doctor avatar, que acepta sus disculpas, pero le dice la extraña frase "empuja, Amy, pero sólo cuando ella te lo diga". Mientras los avatares y humanos supervivientes escapan en la TARDIS, los avatares de Cleaves y el Doctor se enfrentan al monstruo, activando un destornillador sónico en el momento justo para hacer que los dos y el monstruos se disuelvan en líquido otra vez.
A bordo de la TARDIS, el Doctor estabiliza definitivamente las formas de los avatares y le proporciona a Cleaves una cura para su enfermedad terminal. Tras dejar a avatar Jimmy con el hijo de su difunta versión humana y a los demás avatares y humanos en la oficina central para revelar la verdad de la Carne a la humanidad, los tripulantes de la TARDIS se preparan para irse, cuando Amy comienza a sentir contracciones. A bordo de la TARDIS, el Doctor admite que su viaje a la fábrica estaba planeado: quería investigar a la Carne en su forma pura, ya que sabía desde hace tiempo que Amy era un avatar de sí misma. Le promete que la encontrarán antes de convertirla en líquido. La verdadera Amy despierta en un tubo blanco, con una ventanilla que se abre revelando a la mujer del parche informando a Amy que está "preparada para parir". Amy mira hacia abajo y descubre que está completamente embarazada, comenzando a dar a luz.

### Continuidad
Mientras lucha con sus regeneraciones pasadas, el Doctor utiliza varias frases de antiguos Doctores. Cita la frase del Primer Doctor "algún día volveremos" de An Unearthly Child, también dice la famosa frase del Tercer Doctor "revertir la polaridad del flujo de neutrones", y habla imitando las voces del Cuarto y el Décimo Doctor, del primero diciendo su famosa frase "¿quieres una gominola?". Frustrado por la desconfianza de los humanos hacia él, el Doctor le pide a Amy y al avatar de Cleaves pide que se refieran a él como "John Smith". Este es el alias que el Doctor ha usado en varias ocasiones, comenzando con The Wheel in Space en 1968.

## Producción
Tras terminar Graham su guion, Moffat tenía la idea de lo que debía suceder a continuación al final de Las casi personas para dirigir al siguiente episodio, y le dio la premisa del cliffhanger a Graham, que "le encantó". En esta segunda parte, Graham evitó crear situaciones similares a las ocurridas en la primera parte. Originalmente pensó en que la segunda parte se ambientara en una localización diferente para "echar a todos", pero decidió que eso sería innecesario.
Graham encontró fácil escribir para dos Doctores, ya que el Doctor de Smith tenía un "diálogo interno" constante y siempre estaba acabando sus propias frases. Quería que cada personaje fuera diferente y no quería que todos se volvieran malos, y el Doctor les ayudaría a descubrir su propia humanidad. Graham quería que Jennifer se convirtiera en el antagonista, porque le gustó la idea de que el personaje más callado se convirtiera en el más diabólico. En el guion original se explicaba que Jennifer tenía una memoria perfecta, y así su avatar podía recordar cualquier horror que le había sucedido a la Carne. Otras secuencias se cortaron de la versión final del episodio. En el guion original, el Doctor cuestiona a su avatar acerca de los eventos de The Mind of Evil (1971) y menciona a las antiguas acompañantes Jo Grant, Sarah Jane Smith, Romana, Rose Tyler, Martha Jones y Donna Noble. También había un montaje de recuerdos felices de la vida del Doctor almacenados en el Doctor avatar, que incluían flashbacks de episodios y seriales anteriores, así como eventos inéditos que no habían aparecido en pantalla. También se cortó una escena en que la TARDIS le daba al Doctor un destornillador sónico nuevo para reemplazar al que le dio al Doctor avatar, similar a la escena de En el último momento.
El cliffhanger resuelve varios hilos argumentales sembrados a lo largo de la temporada. Según la productora ejecutiva Beth Willis, el avatar de Amy Pond ha estado suplantando a la Amy auténtica desde el principio de la temporada. Amy dijo que estaba embarazada en El astronauta imposible, pero lo negó en el episodio siguiente. Desde entonces, el Doctor le ha hecho varios tests de embarazo a Amy con resultados confusos. La mujer del parche en el ojo, cuyo nombre se revela es Madame Kovarian en el episodio siguiente, Un hombre bueno va a la guerra, lleva haciendo apariciones breves desde El día de la luna. Para la escena del parto, Gillan estuvo hablando con su madre, e intentó hacerla "realmente terrorífica".

## Emisión y recepción
Las mediciones nocturnas de audiencia mostraron que Las casi personas tuvo una audiencia de cinco millones de espectadores. Las mediciones definitivas fueron de 6,72 millones, siendo el sexto programa más visto de la semana en BBC One. Fue la audiencia más baja de la sexta temporada de la serie. La puntuación de apreciación fue de 86, considerada "excelente".
Dan Martin de The Guardian pensó que "se sintió un poco irregular, aunque es de justicia decir que es uno de esos en los que todo tiene más sentido en la segunda visión". También pensó que el cliffhanger podría haber eclipsado al episodio mismo. Sin embargo, siguió describiendo a los avatares como "memorables" y "un ejercicio de dilemas morales". Más tarde lo clasificó como el noveno mejor episodio de la temporada, sin contar en la lista La boda de River Song. Gavin Fuller del Daily Telegraph lo describió como "un thriller de ciencia ficción tirante y claustrofóbico", y como un "episodio impresionante con su bien hecho terror psicológico y físico". Tanto Martin como Muller fueron menos generosos con la transformación en monstruo de Jennifer. Martin comentó "esta historia oscura y pensativa se convierte de nuevo en una historia camp de 'corre por tu vida por algunos pasillos'", y Fuller lo llamó "una auténtica pena".
Neela Debnath de The Independent alabó particularmente a Smith, diciendo que "es excelente en su interpretación, logrando ser tranquilizador y amenazador, hilarante y siniestro todo en las mismas pocas escenas". Sin embargo, aunque alabó el cliffhanger, pensó que "eclipsaba" el episodio. Patrick Mulkern de Radio Times pensó que había "puntos de lógica" que podrían cuestionarse, pero eran "puntos menores que señalar en una producción ampliamente impecable". Keith Phipps, para The A.V. Club, le dio al episodio un notable y lo calificó como "continuación bastante buena".
Matt Risely de IGN le dio a Las casi personas un 8 sobre 10, señalando que "como una historia tradicional en dos partes, Matthew Graham escribió un guion ajustado y coherente, pero no del todo brillante que lograba sacar los temas de moralidad y humanidad con un par de toques interesantes". Aunque calificó el cliffhanger como "un momento perfectamente preparado de hacer decir '¿pero qué coño?'", también creyó que se apartaba del resto del episodio como un todo".  Richard Edwards de SFX fue más crítico hacia el episodio, dándole 3,5 estrellas sobre 5. Dijo que no sintió ninguna "verdadera amenaza", y consideró a los avatares "nada interesantes" y "predecibles". Sin embargo, alabó la interpretación de Smith y el cliffhanger. Digital Spy listó el cliffhanger entre los cinco mejores de Doctor Who desde su regreso en 2005, explicando, "cambia todo lo que creías pensar sobre la última temporada, y es terriblemente tétrico".